# Tapete de Abadeh
O Tapete de Abadeh é um tipo de tapete persa. A tecelagem deste tipo de tapete remonta umas poucas dezenas de anos. Portanto, os motivos não foram transmitidos de geração em geração, mas vieram de outras regiões do Irã.

## Descrição
O motivo de sultão zil-i (vasos adornados com flores) é a decoração mais freqüente, reproduzida em um tamanho maior que nos outros tipos de tapetes. Também são encontrados algumas vezes ornamentos derivados dos motivos usados pelas tribos Qashqai que acampam no verão pelos arredores de Abadeh. Um motivo comum é o losango, no centro do campo, rodeado de minúsculos desenhos geométricos que lembram os usados pelas tribos de Fars.